# Елпатьевский, Сергей Яковлевич
Серге́й Я́ковлевич Елпа́тьевский (22 октября [3 ноября] 1854 или 4 ноября 1854, Владимирская губерния — 9 января 1933[…], Москва) — русский, советский писатель, врач. Народоволец.

## Биография

### Семья
Родился 23 октября (4 ноября) 1854 года в селе Новоселка-Кудрино Владимирской губернии в семье священника о. Иакова Иоанновича Елпатьевского (1824—1897) .  Отцу его в то время было уже 30 лет. 
О. Иаков Иоаннович служил священником к церкви с. Кудрино-Новоселки в 1847 г., куда был направлен сразу по окончании Владимиpской духовной семинаpии. А был он человеком необыкновенным. Кроме службы в храме, он вел активную просветительскую деятельность. В 1850 году в доме о. Иакова было открыто церковно-приходское училище и он без всякой оплаты обучал крестьянских детей грамоте по 1853 г.  Нужно сказать, что о. Иаков был местным и хорошо знал всех жителей села  — он тоже родился в селе Новоселки-Кудрино Александровского уезда 1 декабря 1824 года.   Его отец тоже был священником села Новоселки-Кудриной — о. Иоанн Елпатьевского, а матерью  — Анна (в девичестве Стефанова).  Деятельность о. Иакова Иоанновича  благочестием, деятельным усердием и административными способностями вскоре обратила на себя внимание высшего Епархиального Начальства и в 1855 г. его наградили  набедренником и назначили благочинным первого Александровского округа. И в должности этой о. Иаков бессменно служил 22 года.
В 1856 году семья Елпатьевских породнилась с семьей Цветаевых — тогда сестра благочинного И.И. Елпатьевского вышла замуж за священника Александра Васильевича Цветаева, — дядю будущего основателя московского Музея Изящных Искусств Ивана Владимировича Цветаева и двоюродного деда поэтессы Марины Цветаевой. о. Александр Цветаев был рукоположен в сан священника в 1856 году 27 июля и вскоре получил место священника Покровской церкви в с. Зиновьево Александровского уезда. В том же 1856 году он женился на сестре местного благочинного И.И.Елпатьевского, а 1857 г. у них родилась дочь Елена. Но вскоре о. Александр Цветаев овдовел. Воспитание маленькой дочери легло на его плечи. Вероятно, в этом ему помогала мать, Авдотья Михайловна, которая жила у сына до самой ее смерти в 1876 г. Единственная дочь А.В. Цветаева Елена вышла замуж за сына священника из соседнего с. Андреевского. Его звали Иван Зиновьевич Добротворский, который в 1881 году окончил Московский университет и был направлен служить земским доктором в городе Тарусе Калужской губернии. И Елена Александровна Добротворская (1857—1939), закончившая в Москве учительскую семинарию, переехала к мужу вТарусу.
О. Иаков Иоаннович  Елпатьевский служил священником в селе Новоселке-Кудрино до 1877 г. Начальство высоко ценило его работу. Так, в 1869 году за верную и безупречную службу его наградили орденом Святой Анны 3-й степени. А в 1877 году по распоряжению Епархии  он был назначен протоиереем и переведен служить в село Орехово. А новым благочинным первого Александровского округа в том же 1877 году стал священник Александр Васильевич Цветаев.

### Образование
Сергей Елпатьевский сначала поступил и учился в Переславском духовном училище, а после его окончания в 1868 году учился в Вифанской духовной семинарии. В 1872 году поступил на юридический факультет Московского университета, но затем перевёлся на медицинский факультет.

### Участие в народническом движении
В 1870-е годы Сергей Елпатьевский участвовал в народническом движении. В 1875 году принимал участие в организации поселений народников под Анапой. В Москве предоставлял свою квартиру для собраний народников. В 1876—1877 годах Елпатьевский вместе с землевольцами С. В. Мартыновым и В. С. Лебедевым организует студенческий кружок. Кружок координировал студенческие действия, организовывал помощь политическим ссыльным в Сибири. В 1877 году Елпатьевский был впервые привлечен к следствию по делу о связях с революционными кружками, но за недостатком улик освобождён.
В 1878 году Сергей Елпатьевский окончил учёбу в университете. Начал работать врачом в селе Милославское Скопинского уезда Рязанской губернии. Продолжал заниматься революционной деятельностью. В 1880 год был арестован по обвинению в содействии «Народной воле», и выслан в Уфимскую губернию под надзор.

### Ссылка
В 1884 году Сергей Елпатьевский был арестован за распространение нелегальной литературы и приговорен к высылке в Восточную Сибирь. Прибыл в Красноярск 24 октября 1884 года, где повстречался с направляющимся в ссылку В. Г. Короленко. Поселился в селе Верхнепашенном Енисейского округа Енисейской губернии. В ссылку вслед за мужем добровольно переехала жена Елпатьевского — Людмила Ивановна с двумя детьми. Жена с детьми поселилась в Енисейске, куда в 1885 году Елпатьевскому было разрешено переселиться.
Елпатьевский неоднократно обращался к губернатору Енисейской губернии с просьбой разрешить ему медицинскую практику, но получал отказ и стал заниматься врачебной практикой бесплатно. Елпатьевскому было предоставлено право свободного передвижения по округу для борьбы с эпидемиями дифтерита и скарлатины в Приангарье и кори в Туруханске; за борьбу с эпидемиями он получил благодарность губернатора И. К. Педашенко.
21 апреля 1886 года челябинский купец Балакшин попросил губернатора И. К. Педашенко разрешить ссыльному врачу сопровождать его на озеро Шира. Губернатор разрешил Елпатьевскому «для научных целей» посетить и другие озёра Минусинского округа. Свои научные наблюдения о целебных свойствах воды озера Шира Елпатьевский изложил в докладе на заседании Енисейского губернского общества врачей.

### После ссылки
После ссылки Елпатьевский жил в Нижнем Новгороде, сотрудничал в изданиях «Русское богатство» и «Русский вестник». В 1891—1893 годах принимал участие в борьбе с голодом и холерой. В конце 1890-х гг. поселился в Ялте, где часто встречался с Л. Н. Толстым, лечил А. П. Чехова.
В начале 1900-х годов был за границей, где встречался с основателями партии эсеров.
Весной 1903 года на своей даче в Ялте познакомился с Куприным и Гариным-Михайловским.
Во время революции 1905 года на квартире Елпатьевского проходили собрания эсеров. Однако Елпатьевский не разделял некоторых идей эсеров, и в 1906 году стал одним из создателей «Трудовой народно-социалистической партии». Подвергался критике В. И. Ленина.
В 1908 году жил в Италии на острове Капри, общался там в кругу писателя  М. Горького. О своей встрече с Елпатьевским на Капри, упомянул в мемуарах художник М.В. Нестеров.
Был арестован за публикацию брошюры «Земля и свобода» и отбывал срок заключения 1910—1911 гг. в Петропавловской крепости.
Во время Первой мировой войны Елпатьевский работал в госпиталях Всероссийского земского союза помощи больным и раненым воинам.
После Октябрьской революции 1917 года жил в Москве. С 1922 по 1928 год работал врачом в Кремлёвской больнице.
Умер 9 января 1933 года в Москве. Похоронен на Новодевичьем кладбище.

## Очерки и рассказы
- Очерки Сибири. — М. 1893.
- Очерки Сибири. Изд. 2-е. — СПб., 1897
- Рассказы и очерки. — СПб., 1899
- Очерки Сибири. Изд. 3-е. — СПб.: Издание редакции журнала «Русское Богатство», 1901.
- Бесчинсий А. Я., при участии д-ра Дмитриева В. Н., Елпатьевского С. Я. и др. Путеводитель по Крыму. — М.: Издательство ред. журн. «Русская мысль», 1901. — 471 с.
- Египет. — СПб.,, 1911, 1912
- За границей. — СПб., 1910, 1912
- Крымские очерки. Год 1913-й / Вступительное слово, примечания Дмитрия Лосева. — Феодосия: Издательский дом «Коктебель», 1998.
- Рассказы. Т. 1. Изд. 4-е. — М.: Книгоиздательство писателей в Москве, 1918.
- Рассказы. Т. 2. Из. 4-е. — М.: Госиздат, 1923.
- Крутые горы. — М.—Л.: ЗИФ, 1929
- В Сибири. — Новосибирск, 1938
- Крутые горы. Рассказы о прошлом. — М.: Гослитиздат, 1963. — 240 с. — 50 000 экз.

## Воспоминания
- Близкие тени. — СПб.: Изд-во «Общественная польза», 1909. : Воспоминания о Г. И. Успенском, Н. К. Михайловском, А. П. Чехове, Н. Г. Гарине-Михайловском.
- Литературные воспоминания. Близкие тени. Ч. II. — М.: Книгоиздательство писателей в Москве, 1916. : Воспоминания о Л. Н. Толстом, Д. Н. Мамине-Сибиряке, Анненском, Якубовиче, Соболевском.
- Нижний-Новгород.(Из воспоминаний) // Красная Новь. Кн. 4. Апрель. — М.—Л. : Государственное издательство, 1928.
- Н. Г. Гарин-Михайловский // Красная нива. — 1926. — № 19.
- Воспоминания. За пятьдесят лет. — Л.: Изд-во Прибой, 1929.
- Воспоминания. За пятьдесят лет. — Уфа: Башкирское книжное издательство, 1984.